# Stepping Stone (Jimi Hendrix)
Stepping Stone è un brano musicale del chitarrista statunitense Jimi Hendrix, originariamente pubblicato su singolo negli Stati Uniti l'8 aprile 1970; ultimo singolo pubblicato da Hendrix in vita. Una seconda versione venne inclusa negli album postumi War Heroes (1972) e First Rays of the New Rising Sun (1997). Scritta e prodotta da Hendrix, la canzone venne incisa all'inizio del 1970 dalla Band of Gypsys in formazione Hendrix, Billy Cox & Buddy Miles.

## Il brano
Stepping Stone fece la sua comparsa per la prima volta, in parte, quando i Gypsy Sun and Rainbows si esibirono al Festival di Woodstock il 18 agosto 1969, dato che Hendrix incorporò il ritmo della canzone nell'estesa performance di Voodoo Child (Slight Return) ad opera del gruppo. La band fece anche un tentativo di incidere il pezzo in studio (all'epoca ancora conosciuto con il titolo provvisorio Sky Blues Today) il 30 agosto seguente, e poi la traccia venne ripresa nel corso di una lunga jam session con Buddy Miles il 14 novembre (vedi Morning Symphony Ideas). Stepping Stone venne prima suonata nel concerto del secondo show al Fillmore East il 31 dicembre 1969 dalla Band of Gypsys, e ancora durante il primo show del 1º gennaio 1970. Queste si rivelarono le uniche esecuzioni dal vivo del brano esistenti su nastro.
Nel 1970 la band continuò a lavorare alla canzone ai Record Plant Studios, registrandone tre versioni con il titolo I'm a Man il 7 gennaio, la terza delle quali fornì la traccia base strumentale sulla quale lavorare. La Band of Gypsys riprese in mano la take il 20 gennaio, aggiungendo parti di chitarra sovraincise reintitolando il brano Sky Blues Today, e un altro mix fu preparato il 22 gennaio. Altri missaggi furono approntati il 12 febbraio, e il 15 febbraio il master, successivamente rinominato Stepping Stone, venne preparato per l'inclusione su singolo (B-side Izabella). Il singolo, accreditato alla "Hendrix Band of Gypsys" venne pubblicato l'8 aprile 1970 dalla Reprise Records. Questa versione su singolo può essere trovata sugli album compilation Kiss the Sky e Voodoo Child: The Jimi Hendrix Collection.
Dopo la pubblicazione del singolo Stepping Stone, Hendrix decise di rimettere mano al pezzo. Il 26 giugno 1970, lui e Mitch Mitchell, che nel frattempo si era riunito alla band, registrarono nuove parti di chitarra e batteria rispettivamente. Con queste modifiche, la canzone uscì su War Heroes nel 1972 e su First Rays of the New Rising Sun del 1997.

## Formazione
Musicisti
- Jimi Hendrix: voce, chitarra, produzione (come "Heaven Research Unlimited")
- Billy Cox: basso
- Buddy Miles: batteria sulla versione del singolo
- Mitch Mitchell: batteria sulla versione dell'album

Personale aggiuntivo
- Bob Hughes: ingegnere del suono